# NGC 5572
NGC 5572 ist eine 14,3 mag helle spiralförmige Radiogalaxie vom Hubble-Typ Sb im Sternbild Bärenhüter. Sie ist schätzungsweise 336 Millionen Lichtjahre von der Milchstraße entfernt und hat einen Durchmesser von etwa 90.000 Lj.
Das Objekt wurde am 13. Mai 1883 von Édouard Stephan entdeckt.